# Dasyhelea mutabilis
Dasyhelea mutabilis är en tvåvingeart som först beskrevs av Daniel William Coquillett 1901.  Dasyhelea mutabilis ingår i släktet Dasyhelea och familjen svidknott. Inga underarter finns listade i Catalogue of Life.